# Markus Rogan
Markus Rogan (n. 4 mai 1982, Viena, Austria) este un înotător ce a reprezentat Austria, medaliat olimpic. A participat la 4 ediții ale Jocurilor Olimpice (2000, 2004, 2008, 2012) în care a câștigat două medalii de argint.